# 1935 у кіно

## Події
- 27 лютого  — відбулася 7-ма церемонія вручення кінопремії «Оскар»

## Фільми
- Анна Кареніна
- Три товариші
- Ворон /  США

## Персоналії

### Народилися
- 20 січня — Тарасуль Геннадій Львович, український кінорежисер.
- 22 січня — Тализіна Валентина Ілларіонівна, російська акторка. Народна артистка Російської Федерації (1985).
- 10 лютого — Литвиненко Таїсія Йосипівна, кіноакторка України.
- 16 лютого — Браян Бедфорд, британський актор.
- 18 лютого — Гладков Геннадій Ігорович, радянський і російський композитор, автор музики до популярних кіно- і телефільмів, мультфільмів і мюзиклів.
- 4 березня — Щербаков Віктор Геннадійович, актор героїчного плану української та російської сцени.
- 5 березня — Цуладзе Баадур Сократович, радянський і грузинський актор, кінорежисер та театральний педагог.
- 16 березня — Юрський Сергій Юрійович, радянський та російський актор
- 22 березня — Майкл Еммет Волш, американський комедійний актор.
- 8 квітня — Рашеєв Микола Георгійович, радянський і український кінорежисер, кіносценарист.
- 21 квітня — Муратов Олександр Ігорович, український кінорежисер, кіносценарист, поет, літератор, публіцист.
- 13 травня — Яновський Олександр Лейбович, радянський і український кінооператор.
- 14 травня — Пугачова Валентина Іванівна, радянська і російська кіноакторка.
- 26 травня — Обухов Анатолій Матвійович, радянський російський актор театру та кіно.
- 15 червня — Белінда Лі[en], англійська акторка (пом. 1961).
- 18 червня — Соломін Юрій Мефодійович, російський актор, режисер.
- 1 липня — Єршов Костянтин Володимирович, український та російський актор, режисер.
- 19 липня — Ліванов Василь Борисович, радянський і російський актор театру і кіно
- 25 липня — Альошнікова Ліліана Лазарівна, радянська і російська акторка театру і кіно.
- 26 липня — Брожовський Борис Леонідович, радянський і російський кінооператор.
- 2 серпня — Іон Унгуряну, радянський і молдавський актор і режисер, державний діяч, міністр культури РСР Молдова.
- 5 серпня — Джон Саксон, американський актор.
- 10 серпня — Гія Канчелі, радянський і грузинський композитор, автор симфонічної музики, музики для театру й кіно (зокрема українського).
- 17 серпня — Табаков Олег Павлович, російський актор, режисер.
- 29 серпня — Вільям Фрідкін, американський режисер і сценарист.
- 31 серпня — Ірен Чефаро, італійська акторка.
- 2 вересня — Гафт Валентин Йосипович, радянський і російський актор театру та кіно, театральний режисер, поет та письменник.
- 4 вересня — Алфімова Людмила Іванівна, українська акторка театру і кіно.
- 29 вересня — Ірен Тюнк, французька акторка кіно, модель.
- 1 жовтня — Джулія Ендрюс, англійська співачка й акторка.
- 3 жовтня — Джигарханян Армен Борисович, радянський, російський і вірменський актор, театральний режисер і педагог.
- 18 жовтня — Пітер Бойл, американський актор.
- 4 листопада — Крамар Михайло Полікарпович, український актор театру і кіно.
- 8 листопада — Ален Делон, французький актор, продюсер, сценарист і режисер.
- 12 листопада — Гурченко Людмила Марківна, радянська акторка та співачка українського походження.
- 21 листопада — Майкл Чепмен, американський кінооператор, режисер та актор.
- 23 листопада — Марі Теречік, угорська акторка.
- 1 грудня — Вуді Аллен, американський кіноактор, режисер і сценарист.
- 2 грудня — Антонова Ніна Василівна, радянська та українська акторка кіно. Заслужена артистка Української РСР (1980).
- 5 грудня — Мамонтов Анатолій Іванович, радянський і український художник кіно, художник-постановник.
- 27 грудня — Фірсова Джемма Сергіївна, радянська та російська акторка, режисерка.

### Померли
- 25 серпня — Мак Свейн — американський актор кіно.
- 16 грудня — Тельма Тодд, американська акторка.